# Boa Ventura (Paraíba)
Boa Ventura is een gemeente in de Braziliaanse deelstaat Paraíba. De gemeente telt 5.905 inwoners (schatting 2009).
De gemeente grenst aan Itaporanga, Pedra Branca, Curral Velho en Diamante.